# Пилскалне (Илукстский край)
Пилскалне (латыш. Pilskalne) — населённый пункт в Аугшдаугавском крае Латвии. Административный центр Пилскалнской волости. Находится у региональной автодороги P70 (Свенте — литовская граница) рядом с западной окраиной города Илуксте. Расстояние до города Даугавпилса составляет около 31 км. По данным на 2015 год, в населённом пункте проживал 171 человек. Есть волостная администрация, туристический информационный центр, гостевой дом, магазин.

## История
Село находится на землях бывшего поместья Шлосберг.
В советское время населённый пункт был центром Пилскалнского сельсовета Даугавпилсского района.